# Duplica
Duplica este o arie protejată (arie specială de conservare — SAC, sit de importanță comunitară — SCI) din Slovenia întinsă pe o suprafață de 11,69 ha, integral pe uscat.

## Localizare
Centrul sitului Duplica este situat la coordonatele 45°58′03″N 14°41′06″E / 45.9675°N 14.6849°E.

## Înființare
Situl Duplica a fost declarat sit de importanță comunitară în aprilie 2004 pentru a proteja 2 specii de animale. Situl a fost protejat și ca arie specială de conservare în februarie 2012.

## Biodiversitate
Situată în ecoregiunea continentală, aria protejată nu include niciun habitat protejat.
La baza desemnării sitului se află mai multe specii protejate de  nevertebrate (2): Coenonympha oedippus, fluturele purpuriu (Lycaena dispar).